# ساندور إيمري
ساندور ايمري (بالمجرية: Imre Sándor)‏ هو سياسي مجري، ولد في 13 أكتوبر 1877 في المجر، وتوفي بنفس المكان في 11 مارس 1945. حزبياً، نشط في Social Democratic Party of Hungary ‏. انتخب كاتب دولة ‏.